# 에노시마역
에노시마역(일본어: 江ノ島駅)은 일본 가나가와현 후지사와시 잇초메(一丁目)에 있는 에노시마 전철의 철도역이다. 역 넘버는 EN-06이다.

## 승강장
| 1 | ■ 에노시마 전철선 | 구게누마·후지사와 방면                    |
| 2 | ■ 에노시마 전철선 | 가마쿠라 고교 앞·고쿠라쿠지·가마쿠라 방면 |

## 역세권 정보
- 국도 467호선
- 쇼난에노시마 역(쇼난 모노레일 에노시마 선, 걸어서 2 ~ 3 분 정도)
- 가타세에노시마 역(오다큐 전철 에노시마 선, 걸어서 15 분 정도)

## 역사
- 1902년 9월 1일: 가타세역으로서 영업 개시.
- 1929년: 역 명칭을 에노시마역으로 변경.
- 1991년: 역사를 개축.

## 인접역
| 에노시마 전철 에노시마 전철선 | 에노시마 전철 에노시마 전철선 | 에노시마 전철 에노시마 전철선 |
| ----------------------------- | ----------------------------- | ----------------------------- |
| 쇼난해안공원 후지사와 방면    | ■ 에노시마 전철               | 고시고에 가마쿠라 방면        |